# Muriel Sparková
Dame Muriel Sarah Sparková (Dame Muriel Sarah Cambergová; 1. února 1918 – 13. dubna 2006) byla skotská spisovatelka. Věnovala se psaní románů, povídek, básní a esejí. Muriel Spark označil v roce 2008 britský deník The Times 8. místem z '50 nejlepších britských spisovatelů od roku 1945'.

## Život
Muriel Cambergová se narodila v městské části Bruntsfield v Edinburghu jako dcera Bernarda Camberga, inženýra, a Sarah Elizabeth Maudové. Otec byl židovského vyznání, matka vychovávala Muriel v presbyteriánské víře. Vzdělání získala ve škole pro dívky (1923-35), v letech 1934-35 absolvovala kurz 'komerční korespondence a precizního psaní' na Heriot-Watt College. Krátký čas učila anglický jazyk a poté pracovala jako sekretářka v obchodním domě.
Muriel se vdala za Sidneyho Oswalda Sparka 3. září 1937. Zanedlouho jej následovala do Jižní Rhodésie (nyní Zimbabwe). Jejich syn Samuel Robin se narodil v červenci 1938. Během pár měsíců spisovatelka zjistila, že její muž trpí maniodepresivní psychózou se sklony k násilným výbuchům. Muriel opustila svého manžela i syna v roce 1940. Do Británie se vrátila na počátku roku 1944, pracovala ve vojenské zpravodajské službě po zbytek druhé světové války. Z vydělaných peněz podporovala svého syna. Spisovatelka trvala na vytvoření domova pro svou rodinu v Anglii, Robin se ovšem později vrátil se svým otcem do Skotska, kde byl vychováván matčinými rodiči.

## Kariéra spisovatelky
Muriel Sparková se naplno začala věnovat psaní až po válce. Mezi první žánry, kterým se oddala patří poezie a literární kritika. V roce 1947 se stala editorkou Poetry Revue. Muriel Sparková se nechala pokřtít Anglikánskou církví v roce 1953, avšak v následujícím roce konvertovala ke Katolické církvi, což považovala ve své kariéře za stěžejní. Zvláště ve svém vývoji v autorku románů. Penelope Fitzgeraldová, přítelkyně Muriel a také romanopiskyně, o Sparkové napsala, že 'dokáže vidět lidskou existenci jako celek, presně jak spisovatelé musí na svět nahlížet . . ., a také že tato vlastnost byla Sparkové vlastní až poté, co se stala katoličkou'. V rozhovoru pro BBC Radio 4 sdělila Johnu Tusovi o své konverzi a efektech na její psaní: 'Strachovala jsem se, zdali to bude či nebude správné? Mohu o tom napsat román - nebude to pošetilé? A tak nějak spolu s mým náboženstvím, pokud společně tyto věci dávají smysl, nevím, ale zdá se, že jsem získala seběvědomí. . .' poté ji Graham Greene, Gabriel Felding a Evelyn Waugh podpořili v jejím rozhodnutí psát.
Mezi lety 1955-65 žila Muriel Sparková v ubytovně v jihovýchodním Londýně, městská část Camberwell. První román, The Conformters (česky nevyšlo), byl vydán v roce 1957. Románem se prolínají aspekty konverze ke Katolické církvi spolu s katolictvím, avšak hlavním tématem zůstává mladá žena, která si uvědomuje svou pozici hlavního postavy v díle. The Prime of Miss Jean Broddie (česky nevyšlo) z roku 1961, byl román mnohem úspěšnější.
Spisovatelka strávila pár let v New Yorku, poté se přestěhovala do Říma, kde potkala sochaře Penelope Jardina v roce 1968. Počátkem sedmdesátých let se usadili v Toskánsku, ve vesnici Civitella della Chiana, jíž se v roce 2005 stala Muriel Sparková čestnou občankou. Od pobytu v New Yorku doprovázely pověst Muriel Sparkové dohady o její homosexualitě, přestože Sarková se svými přáteli tyto řeči zamítali. Veškerý svůj majetek zanechala Jardinovi s ujištěním, že její syn nedostane žádné dědictví.
Muriel Sparková neposkytla svolení k vydání pamětí, které napsal Martin Stannard. Penelope Jardine nyní vlastní práva, díky tomu byla knih vydána v červenci roku 2009. V té době poskytl Stannard rozhovor pro BBC Radio 4, ve kterém o knize hovoří. A.S. Byatt se zmínil o Jardinových snahách pozměnit vyznění knihy ve vlídný prospěch Muriel Sparkové.

## Ocenění
Spisovatelka byla oceněna Řádem britského impéria v roce 1967 za zásluhy literatuře. Muriel Sparková byla dvakrát zařazena do užšího výběru Booker Prize, v roce 1969 pro The Public Image (Idol verejnosti, dostupné v slovenském jazyce) a v roce 1981 za Loitering with Intent. Cena Golden PEN Award byla Sparkové udělena za 'celoživotní přínos literatuře' (1998).
Čestný doktorát získala spisovatelka hned osmkrát. Na své Alma mater, Heriot-Watt University (1995), dále na univerzitách v Aberdeen, Edinburghu, Londýně, Oxfordu, St. Andrews, Strathclydu a na Americké Univerzitě v Paříži.

## Vztah se synem
Muriel Sparková a její syn měli vždy velmi složitý vztah. Rozpory mezi nimi způsobila především víra, Robin byl ortodoxním židem a velmi se zasazoval, aby byla jeho babička prohlášena za židovku (byla oddána v kostele, není ovšem jasné, jestli oba rodiče Sparkové byli židé). Sparková po těchto intervencích vše shrnula jako synovy snahy strhnout na sebe pozornost, která by mu dopomohla v kariéře umělce. Během jedné z jejích posledních autogramiád v Edinburghu Sparková odpověděla na otázku, zdali by se ráda viděla se svým synem následovně: 'Myslím, že jsem se mu doposud dokázala vyhnout, jak nejlépe jsem mohla.'

## Dílo

### Romány
- Balada z předměstí, 1970 (The Ballad of Peckham Rye, 1960)
- Idol verejnosti, Balada o predmestí, 1976 (The Ballad of Peckham Rye, The Public Image; 1960)
- Večírek: krimi, 1997 (Symposium, 1990)
- Černá madonna, 2001 (Public Smage Stories)
- Záhadný případ lorda Lucana, 2003 (Aiding and Abbeting, 2000)[1]

## Archiv
Muriel Sparková si vedla záznamy svých osobních i profesních aktivit od čtyřicátých let 20. stol. Tento archiv čítá mnoho diářů, šekových knížek a desítky tisíc dopisů a oficiální korespondence. Sparková použila svůj osobní archiv k napsání autobiografie 'Curiculum Vitae' (česky dosud nevyšlo), po zveřejnění v roce 1992 byla velká část archivu uložena ve Skotské národní knihovně.